# Retiro de York

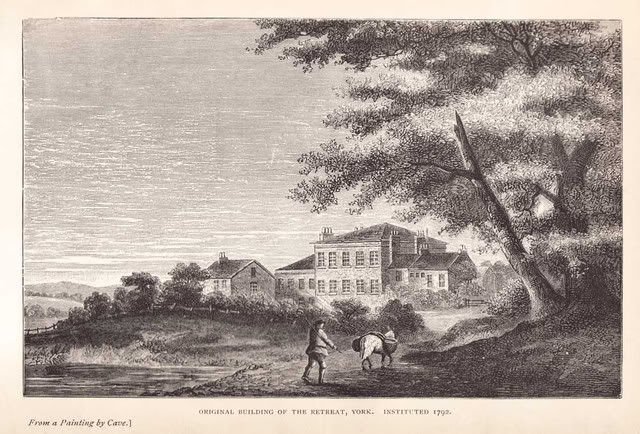
El recinto del Retiro de York, lámina publicada en la obra de Daniel Hack Tuke Chapters in the History of the Insane

El Retiro de York (cuyo nombre completo en idioma inglés fue The Retreat Mental Hospital, más conocido como  The York Retreat)  fue un hospital fundado en 1796 por William Tuke y la comunidad de los cuáqueros de York. La institución es muy conocida en la psiquiatría debido a que constituye el primer intento de reforma del sistema de tratamiento de los enfermos mentales en régimen de internamiento, caracterizado hasta entonces por someter a los «insanos» a todo tipo de vejaciones y maltratos. El Retiro de York, aunque continuó inscribiéndose dentro del régimen de internación forzosa, postuló un tratamiento mucho más humano y condiciones notablemente más dignas. 

## Origen
La iniciativa surgió a raíz de la muerte de Hannah Mills, una interna del manicomio de York (el York Lunatic Asylum) con el diagnóstico de «melancólica» (lo que la psiquiatría moderna denomina depresión). El caso, a pesar de que el tratamiento inhumano a los «insanos» era lo usual en la época, causó cierta conmoción pública, puesto que, en el período anterior a su muerte en circunstancias no totalmente aclaradas, se había impedido el ingreso de visitas de sus amigos. Como se trataba de una correligionaria, los cuáqueros formaron un grupo para encargarse de la investigación del caso, el que pronto derivó en un equipo de trabajo para formular un nuevo modelo de atención de los pacientes psiquiátricos.
Se trató de un concepto revolucionario que rompía con un estado de cosas que había llevado al York Lunatic Asylum y al diseño establecido por William Battie en 1777 a una profunda crisis, debido a los fuertes rumores que existían acerca del maltrato, humillaciones abuso sexual y violaciones que tenían lugar en el manicomio. Godfrey Higgins se unió a la familia Tuke y en conjunto investigaron durante largo tiempo los hechos, logrando finalmente presentar evidencias irrefutables de que las graves acusaciones eran reales. Los internos eran sometidos a toda clase de castigos físicos y maltrato psicológico, incluyendo el abuso sexual por parte de los cuidadores. Las inspecciones realizadas constataron además que en la práctica no existía una separación por sexos de las habitaciones, lo que en tales condiciones, exponía aún más a las mujeres debido a su condición física más vulnerable, llegando a los maltratos y abusos extremos, incluso hasta producir la muerte, como en el caso de Hannah Mills.

## Características
En la historia del tratamiento moderno de la locura, los principios rectores del enfoque que se puso en práctica en el Retiro York, así como su relación con el principio del non restraint, plantean un imperativo moral sobre un precepto cristiano elemental de humanidad y su puesta en práctica a través de la acción y no del mero discurso.  El hecho de que algunos de los propios amigos de Tuke hayan desestimado sus propuestas de un trato más benévolo con personas sufrientes, fue calificado por el propio bisnieto y continuador de la obra de William Tuke, D. Hack Tuke, como una seria inconsecuencia entre la acción y la palabra.
En cuanto a medidas concretas, en el Retiro de York se eliminaron las cadenas y toda forma de sujeción; se liberalizó la dieta de los pacientes y se intentó asemejar la atmósfera del hospital a un hogar, alejándola de la idea de lugar de reclusión, encarcelamiento o castigo.
Además del «tratamiento moral», que marcó escuela en la psiquiatría, muchas de las características físicas del hospital eran también novedosas, por ejemplo su ubicación en las afueras de la ciudad y en una zona tranquila, paisajísticamente agradable, sumida en un entorno natural atractivo sirvió también de antecedente para el diseño ulterior de otros hospitales psiquiátricos que intentaron emular el Retiro. El diseño estuvo a cargo del arquitecto John Bevans, quien trabajó en estrecha comunicación con Tuke para adaptar los espacios al enfoque de tratamiento.
El tratamiento moral inaugurado por el Retiro de York se desarrolló en Inglaterra en las décadas siguientes a través de la obra de los propios  descendientes de William Tuke y tuvo continuidad en la escuela del non-restraint, de John Conolly, con la creación en 1939 del Hanwell Asylum.